# Lisp Machine Lisp

Lisp Machine Lisp est un dialecte du langage de programmation Lisp développé pour les machines Lisp du laboratoire d'intelligence artificielle du MIT à la fin des années 1970. C'est un descendant direct du langage de programmation MacLisp. 
Lisp Machine Lisp fut avec son dérivé ZetaLisp le dialecte Lisp le plus influent dans la conception de Common Lisp.

## Les implémentations de Lisp Machine Lisp
- ZetaLisp, une branche indépendante dont l'histoire est liée à Symbolics ;
- une branche commune[1] pour les machines Lisp de LMI et le système TI Explorer de Texas Instruments, mais compatible avec les machines Symbolics ;
- la version maintenue au AI Lab du MIT par Richard Stallman.

## Caractéristiques techniques
- Programmation orientée objet avec les Flavors[2], un modèle d'extension orienté objet pour Lisp ;
- L’attachement dynamique (dynamic binding en anglais) tout en conservant la puissance des closures.